# Seweryn Gancarczyk
Seweryn Daniel Gancarczyk, poljski nogometaš, * 22. november 1981, Dębica, Poljska.
Gancarczyk je nekdanji nogometni branilec, ki je bil član poljske nogometne reprezentance.